# VDL バス インターナショナル
VDL バス インターナショナルはDAFトラックを源流とするオランダのバス製造会社である。
正式名称は DAF バス インターナショナルで1990年、DAFのトラック製造業から分離してユナイテッドバスと合併した。
1993年、ユナイテッドバスの倒産後はVDL グループの傘下に入った。
DAFバスは2003年、9月VDLバス インターナショナルに社名を変えた。2005年VDLグループはVDLバスの株を81%保有し、残り19%はパッカーが保有する。VDLグループは1998年、他のオランダのバス製造会社であるBerkhof Jonckheereを買収してVDLバスインターナショナルを構成している。

## 製造品目
| - B1300 - B1500 - B1600 - DB250 - MB200 - MB230 - SB120 - SB200 - SB201 - SB220 - SB1600 - SB1605 - SB2100 - SB2300 - SB2700 - SB2750 - SB3000 - SBG220 - SBR3000/SBR3015 - TB160 | - SB180 (replacement of SB120) - SB200 (low-floor) - SB250 - SB4000 - SBR4000 - TB2175 |

## 関連
- DAF トラック

### 他の VDL グループのバス会社
- ベルコフ（Berkhof ）
- ボーバ
- ヨンケーレ